# George Preston Marshall
George Preston Marshall (1896–1969) fue el dueño y presidente de los Washington Redskins en la National Football League (NFL).  

## Biografía

### Contribuciones
Marshall nació en Grafton, Virginia Occidental el 11 de octubre de 1896, sus padres fueron Thomas Hildebrand Marshall y Blanche Preston Marshall.  En 1932, mientras era el dueño de una cadena de lavanderías en Washington D. C., fundada por sus padres. A él y otros tres socios se les otorgó un a franquicia de la NFL para Boston. Este equipo fue conocido como los Boston Braves, ya que compartían el mismo campo que el equipo de béisbol Boston Braves. Los socios de Marshall dejaron el equipo después de una temporada, dejándolo en control. En 1936 mudó al equipo del Braves Field al Fenway Park, cambiando el nombre del equipo a los Redskins. En 1937 mudó el equipo a Washington. Estuvo ligado románticamente con la actriz del cine mudo Louise Brooks a través de la década de 1920 y 1930 y lo apodó "Wet Wash" por ser dueño de la cadena de lavanderías. Estuvo casado con la actriz Corinne Griffith desde 1936 hasta 1958. 
Aunque su equipo disfrutó de gran éxito, Marshall es más conocido por los adornos que ahora marcan al fútbol americano moderno. Durante los primeros días de la NFL, el fútbol americano universitario era más popular. Marshall decidió incorporar elementos de la atmósfera universitaria dentro del ámbito profesional. Algunas de las innovaciones que introdujo fueron los espectáculos de gala al medio tiempo, una banda musical y la canción de pelea Hail to the Redskins, la cual es una de las más famosas de la NFL. Marshall también sugirió dos cambios mayores diseñados para abrir más el juego e incrementar los marcadores, los cuales tiempo después fueron adoptados por la NFL. Uno fue permitir que un pase fuera lanzado en cualquier lugar detrás de la línea de golpeo, en lugar de solo las cinco yardas detrás de la línea que era la regla que se usaba anteriormente. El otro fue el hecho de mover los goalposts de la línea de gol al fondo de la zona de anotación, como estaban colocados (aún lo están) en el fútbol canadiense para estimular los intentos de field goals. Este cambio permaneció por cerca de cuatro décadas hasta que la NFL ordenó que los postes de gol fueran colocados de nuevo en la línea de gol a mediados de la década de 1970 como parte de un esfuerzo por disminuir la influencia de los especialistas en patadas dentro del campo de juego, ya que muchos de los cuales eran jugadores de soccer extranjeros.  
Marshall hizo muchas cosas para ganarse que la gente de la ciudad de Washington apreciara su equipo. Durante la temporada de 1937, Marshall rentó un tren y llevó a 10 000 aficionados a la ciudad de Nueva York para ver un partido en contra de los New York Giants. Tuvo éxito, y aún al día de hoy, los aficionados de los Redskins están considerados entre los aficionados más leales en la NFL. Los Redskins aún possen la marca de más temporadas consecutivas con todos los asientos vendidos en su estadio.
En la década de 1950, Marshall fue el primer dueño de la NFL en abrazar el entonces nuevo medio de comunicación: la televisión.

## Controversias
George Preston Marshall siempre será recordado por su total oposición a tener jugadores afroamericanos en su equipo. De acuerdo al Profesor Charles Ross, "Por 24 años Marshall fue identificado como el líder racista de la NFL". A pesar de que la NFL ya había tenido unos cuantos jugadores negros en los comienzos de la liga, los jugadores negros fueron totalmente excluidos de todos los equipos de la NFL un año después de que Marshall llegara a la NFL. 
Ross asegura que Marshall ayudó a implantar en la NFL una «barrera de color» similar a la que existió en la Major League Baseball. Como resultado de la influencia de Marshall, algunos otros dueños como Art Rooney de los Pittsburgh Steelers (quien había contratado a un jugador negro y creía fuertemente en la igualdad de derechos entre negros y blancos) y George Halas de los Chicago Bears (quien creía que los jugadores negros tenían mucha capacidad para jugar) también cerraron sus equipos a los jugadores negros. Jamás se admitió de manera abierta que existiera una línea racial. De esta manera, de 1934 a 1945, los jugadores negros fueron excluidos de la NFL.
Mientras que el resto de la liga comenzó a incluir jugadores negros en 1946 y comenzaron a seleccionar a jugadores negros en el draft en 1949, Marshall se mantuvo sin contratar a un solo jugador afroamericano hasta 1962. Además, esa firma solo llegó cuando el Secretario del Interior Stewart Udall emitió un ultimátum: si Marshall no incluía a un jugador negro en su equipo, el gobierno revocaría el arrendamiento de 30 años del D.C. Stadium, el cual apenas se había construido un año antes (ahora el RFK Stadium), ya que la construcción había sido pagada con dinero del gobierno y el dueño era en realidad del gobierno de la ciudad de Washington (de hecho oficialmente ese estadio es parte del gobierno federal de los Estados Unidos).  Marshall escogió como su primera selección de draft de 1962 a Ernie Davis, running back All America, ganador del Trofeo Heisman egresado de Syracuse. Sin embargo, Davis demandó un canje diciendo que «de ninguna manera jugaría para ese hijo de perra». Fue canjeado a Cleveland por el All-Pro Bobby Mitchell. Mitchell fue el primer jugador afroamericano en jugar con los Redskins y jugó con el equipo por varios años, primero como running back, pero destacando más como wide receiver.
Marshall sufrió un ataque de apoplejía en 1963 poco después de ser elegido al Salón de la Fama del Fútbol Americano Profesional. Murió en octubre de 1969.

## Cita
"Comenzaré a contratar negros cuando los Harlem Globetrotters comiencen a contratar blancos."